# ليلى فرايفالدز
ليلى ليغيتا فرايفالدز (بالسويدية: Laila Freivalds)‏ (من مواليد 22 يونيو 1942) هي سياسية سويدية ديمقراطية اجتماعية، شغلت منصب وزيرة العدل من عام 1988 حتى عام 1991 ، ومرة أخرى من عام 1994 إلى عام 2000 ، وكوزير للخارجية ‏ من عام 2003 إلى عام 2006 ، ونائبة لرئيس وزراء السويد ‏ لفترة وجيزة. في عام 2004.
ولدت فرايفالدز في ريغا، لاتفيا، خلال الحرب العالمية الثانية، وهربت إلى السويد مع عائلتها. حملت شهادة مرشح القانون ‏ (القانون الكنديدات) من جامعة أوبسالا في عام 1970 ، وبعد ذلك عملت ضمن نظام المحاكم السويدية حتى عام 1976. بدأ عام 1976 فصاعدًا، شغلت مناصب عليا في وكالة المستهلك السويدية، قبل تعيينها وزيرة للعدل في عام 1988. وباستثناء الأعوام 1991 – 1994، عندما كان حزبها في حالة معارضة، استمرت في شغل هذا المنصب حتى استقالت في عام 2000 بسبب جدال تعرضت فيه للنقد، كشخصية خاصة، لمحاولتها تحويل عقد إيجارها إلى شقة سكنية، والتحايل على قانون حيازة المساكن المثير للجدل الذي كانت هي مسؤولة عن تقديمه والدعوة له أثناء عملها العام كوزير للعدل. ومنذ هذه الفضيحة توترت علاقاتها مع الصحافة.
بعد اغتيال آنا ليند في عام 2003 ، طُلب من فريفالدز أن تخلفها كوزيرة للشؤون الخارجية.

## أحداث أدت إلى استقالتها عام 2006

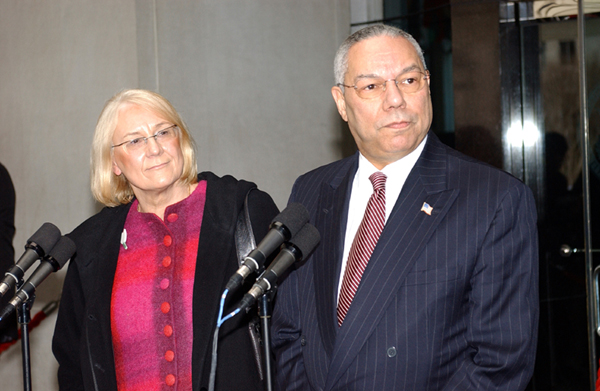
ليلى فريفالدس مع وزير الخارجية الأمريكي كولين باول في فبراير 2004.

تعرضت ليلى فريفالدز لانتقادات شديدة في الصحافة السويدية بسبب الطريقة التي تعاملت بها الحكومة السويدية مع كارثة تسونامي الآسيوية 2004 ، واعترفت بأن وزارتها «كان من المفترض أن تتبنى رد فعل أقوى بكثير في وقت مبكر من يوم الصناديق بدلاً من انتظار المزيد من المعلومات». بالإضافة إلى ذلك، تعرضت لانتقادات شديدة بسبب ذهابها إلى المسرح في 26 ديسمبر / كانون الأول 2004، وهو يوم كارثة تسونامي، حيث أنها لم تكن تستمع إلى الأخبار خارج أوقات العمل.
في 21 مارس 2006، استقالت من مكتبها كوزيرة للخارجية، بعد أن تم تأكيد عملية كذبها على وسائل الإعلام حول تورطها في إغلاق موقع إلكتروني تابع للديمقراطيين في السويد، في أعقاب الرسوم الكاريكاتورية المسيئة للرسول محمد صلى الله عليه وسلم. و المثيرة الجدل. أثناء الجدال، نشر الديمقراطيون في السويد رسما كاريكاتوريا مشابهًا على صفحاتهم على الإنترنت، لكن تم أغلق موقعهم بعد فترة وجيزة من قِبل مزود خدمة الإنترنت الخاص بهم. اكتُشِف في البداية أن الحكومة كانت على اتصال مع مقدم الخدمة وأن الحكومة اقترحت عليهم إغلاقها، لكن ليلى أخبرت الصحافة ووسائل الإعلام بأن أحد المرؤوسين عندها فعل ذلك دون علمها.
فقرة مبدأ الوصول العام (Offentlighetsprincipen) - تأمين حرية المعلومات المنصوص عليها في الدستور السويدي - جعلت من الممكن إظهار أن تصريحاتها كانت كاذبة. وبما أن جميع الوثائق في الدولة السويدية متاح للجمهور ويمكن الوصول إليها، فقد تم العثور على وثائق داخلية في أربعة مواقع أوضحت أنها كانت قد أُبلِغت بكامل التفاصيل. تم نشر هذه المعلومات في "Riksdag & Department"، وهي صحيفة داخل الحكومة. ورأى كثيرون أن المشاركة المحتملة لها في إغلاق الموقع الإلكتروني تشكل انتهاكًا للدستور السويدي الذي يتناول حرية الصحافة.
يعتقد معظم الصحفيين إلى أن نقطة التحول بمسير الأحداث جاء بعد أن انتقد جوران بيرسون، رئيس وزراء السويد، الموظف الذي اقترح على مزود خدمات الإنترنت أن يغلق الموقع، ليكتشف لاحقًا أنه تصرف بموافقة ليلى. صدرت تلميحات أن رئيس الوزراء اقترح عليها تقديم استقالتها، وهو ما فعلته في وقت لاحق.
أصبح بو رينغولم وزير للخارجية بالوكالة   حتى 27 مارس، حيث تم تعيين يان إلياسون في هذا المنصب.

## روابط خارجية
- ليلى فرايفالدز على موقع مونزينجر (الألمانية)